# Jan Čapek z Sán

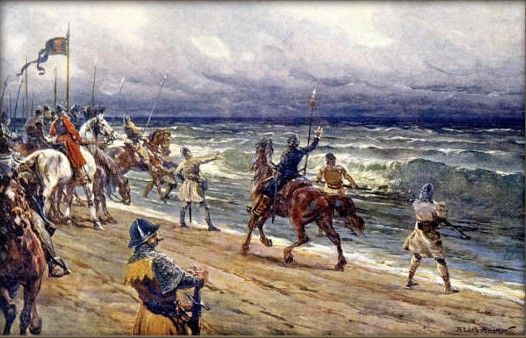
Adolf Liebscher, Czesi nad Bałtykiem.

Jan Čapek z Sán, pol. Jan Czapek z Sanu (zm. 1452/1453) – czeski dowódca wojskowy, husyta, hetman wojsk tzw. sierotek.

## Życiorys
Jan Czapek z Sanu urodził się w rodzinie szlacheckiej pochodzącej z regionu środkowych Czech. Po śmierci Jana Žižki został jednym z hetmanów sierotek. Pomimo początkowych niepowodzeń militarnych jego pozycja wśród husytów uległa wzmocnieniu. Jako przedstawiciel radykalnego odłamu husytów, był przeciwny zawieraniu umowy z królem Zygmuntem Luksemburskim, oraz przedstawicielami papiestwa. W 1431 roku dowodził wyprawą sierotek i taborytów na Słowację, rok później dowodził atakiem na Łużyce. Następnie brał udział w walkach na Morawach i wyprawie na Śląsk. Obległ również zamek Frýdštejn oraz zajął Kolín, który stał się jego siedzibą.
Z rozkazu króla Władysława Jagiełły, Jan Czapek jako dowódca wojsk husyckich będących oddziałami posiłkowymi wojsk polskich dowodzonych przez Sędziwoja Ostroroga i Mikołaja z Michałowa uczestniczył w wyprawie odwetowej na ziemie opanowane przez zakon krzyżacki. Wyprawa zakończyła się sukcesem. Połączone wojska polsko-czeskie wyminąwszy zamki w Chojnicach i Gdańsku dotarły do brzegów Bałtyku. Po wzięciu szturmem Oliwy, 1 września 1433 roku stanęły nad brzegiem morza (husycka wyprawa nad Bałtyk). Miało to miejsce w rejonie Jelitkowa. Jak zapisał kronikarz Jan Długosz, morze wywarło wielkie wrażenie na Czechach, którzy wykąpali się w nim i nabierali słoną wodę do naczyń, by pochwalić się nią po powrocie do kraju. Jan Czapek z Sanu miał wjechać konno w fale i przemówić: Oto bracia, przyznaję się wam, że osiągnąwszy w tym miejscu koniec świata, nie mogę się dalej posuwać, ponieważ wzbraniają mi tego morskie wody. Polsko-czeska wyprawa odwetowa miała miejsce w czasie wojny polsko-krzyżackiej toczonej w latach 1431–1435.
Za okazaną pomoc król Władysław II Jagiełło podarował dowódcy husyckiemu wielbłąda. Krótko potem, w czasie oblężenia Pilzna bronionego przez katolików, zwierzę zostało zagarnięte przez obrońców miasta podczas wypadu i od tego czasu wielbłąd jest jednym z elementów herbu Pilzna.
W 1434 roku w bitwie pod Lipanami, w której husyci (taboryci i sierotki) zostali pokonani przez wojska koalicji utrakwistów i katolików, Jan Czapek z Sanu dowodził jazdą husycką. W obliczu klęski wycofał swoje siły z pola bitwy i udał się do Kolína. Następnie złożył hołd królowi Zygmuntowi Luksemburskiemu, a po jego śmierci promował kandydaturę Jagiellonów na tron czeski. W 1438 roku zajął zamek Hukvaldy i Valdštejn Od 1442 roku służył królowi Władysławowi Warneńczykowi, od którego utrzymał zamki Strečno i Starhrad. Następnie służył także Janowi Jiskrze. Jego zięciem był Jan Talafús z Ostrova. 
Ostatnia wzmianka o nim pochodzi z 22 września 1452 roku, zmarł prawdopodobnie niedługo później.

## W kulturze
W beletrystyce polskiej Jan Czapek z Sanu pojawia się w powieści Królewskie sny Józefa Hena, a także na kartach Trylogii husyckiej Andrzeja Sapkowskiego – w Bożych bojownikach ratuje Reinmara z Bielawy z opresji, a następnie gości go na zamku w Michalovicach, zaś w Lux perpetua wspomniana jest jego wyprawa na Prusy oraz opisany udział w bitwie pod Lipanami.